# Xã Reiner, Quận Pennington, Minnesota
Xã Reiner (tiếng Anh: Reiner Township) là một xã thuộc quận Pennington, tiểu bang Minnesota, Hoa Kỳ. Năm 2010, dân số của xã này là 87 người.